# (770) Bali
(770) Bali ist ein Asteroid des Hauptgürtels, der am 31. Oktober 1913 vom deutschen Astronomen Adam Massinger in Heidelberg entdeckt wurde.
Benannt wurde der Asteroid nach der indonesischen Insel Bali.